# Boston College (MBTA-Station)

Boston College ist der Name einer oberirdischen Station der Massachusetts Bay Transportation Authority (MBTA) auf dem Campus des namensgebenden Boston College im Bostoner Stadtteil Brighton im Bundesstaat Massachusetts der Vereinigten Staaten. Sie ist westlicher Endbahnhof des Zweigs „B“ (auch „Boston College Line“) der Green Line und verfügt über ein kleines Bahnbetriebswerk.

## Geschichte
Die Station wurde unter der Bezeichnung Lake Street eröffnet und diente zunächst von 1909 bis 1930 als Bahnhof für die Middlesex and Boston Street Railway. Die ehemalige Streckenführung ist noch heute durch den Grünstreifen in der Mitte der Commonwealth Avenue zu erkennen. Im Zuge der Errichtung des Campus des Boston College wurde die Station am 21. Mai 1947 von der Boston Elevated Railway ebenfalls in Boston College umbenannt.
Im Jahr 2007 veröffentlichte das Boston College einen 10-Jahres-Masterplan, der unter anderem eine Verlegung der Station auf den Mittelstreifen der Commonwealth Avenue vorsieht. Das College erklärte sich bereit, das Vorhaben finanziell zu unterstützen und auch benötigte Grundstücke zur Verfügung zu stellen.
Im Rahmen einer Zwischenlösung wurden 2009 für 296.000 US-Dollar die Bahnsteige erneuert, die Pläne zur Verlegung der Station blieben – bei prognostizierten Kosten von 20 Millionen US-Dollar – jedoch bestehen. Ein wesentlicher Vorteil des neuen Standorts wird darin gesehen, dass die Fahrzeuge der Green Line im täglichen Betrieb nicht mehr die Commonwealth Avenue queren müssen, wodurch eine Entlastung des Straßenverkehrs um 89 % erwartet wird. Um zum Betriebswerk zu gelangen, ist jedoch auch weiterhin eine Querung erforderlich.

## Bahnanlagen

### Gleis-, Signal- und Sicherungsanlagen
Der Bahnhof verfügt über zwei Gleise, die über zwei Seitenbahnsteige zugänglich sind.

### Gebäude
Der Bahnhof befindet sich an der Kreuzung der Straßen Commonwealth Avenue und Lake Street direkt auf dem Campus des Boston College. Da die Station nicht über erhöhte Bahnsteige verfügt, können nur Fahrzeuge mit Niederflurtechnik barrierefrei genutzt werden.

## Umfeld
An der Station besteht keine Anbindung an Buslinien der MBTA.